# فوفل کاتچو
فوفل کاتچو (نام علمی: Areca catechu) نام یک گونه از سرده فوفل است.

## نگارخانه

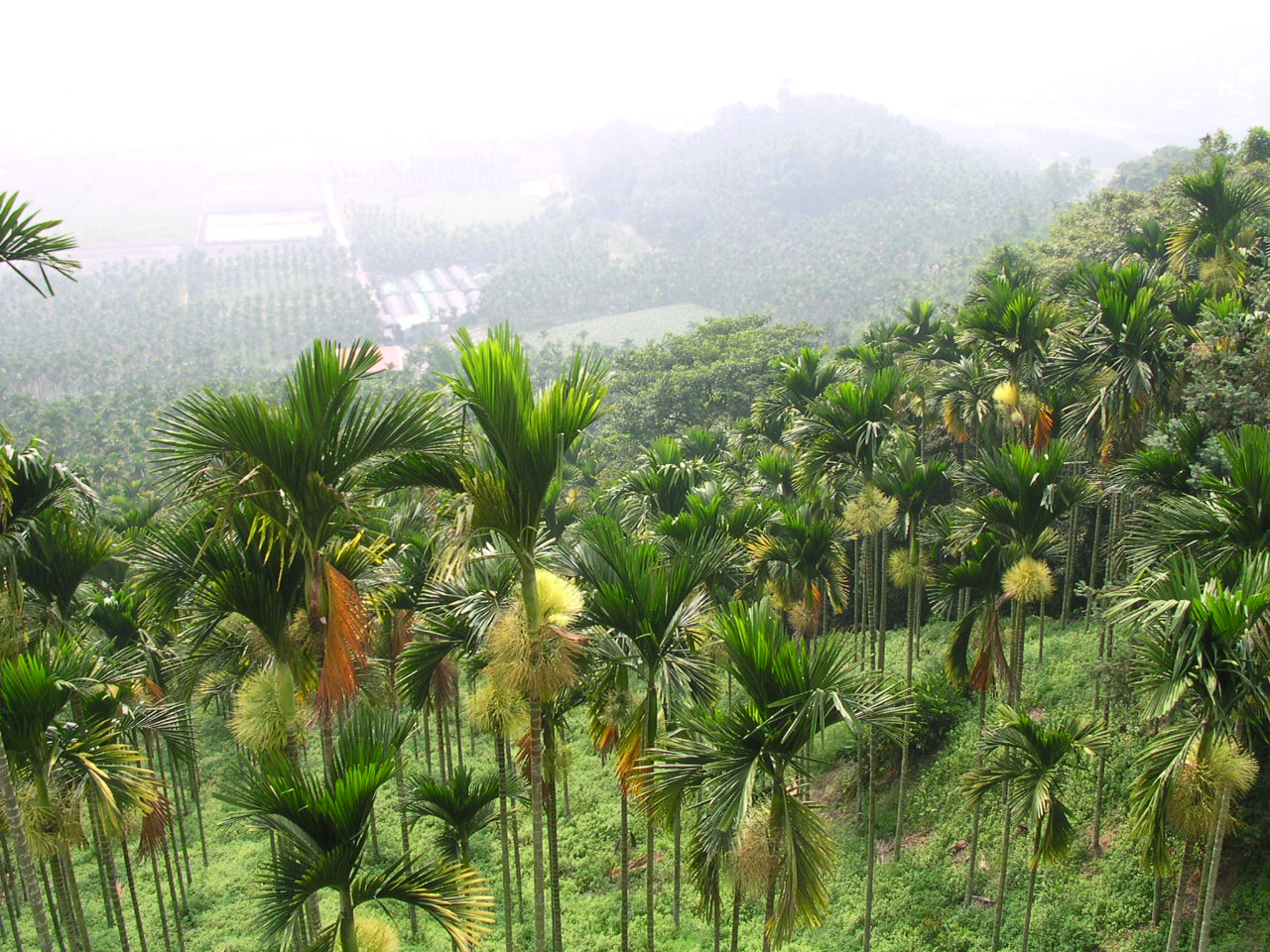
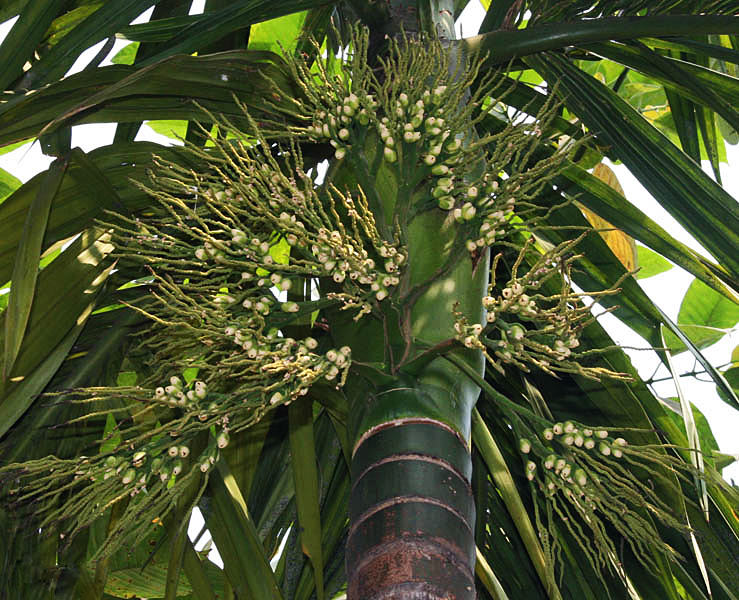
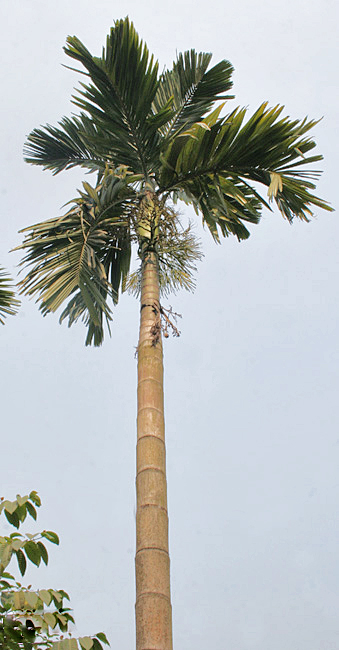
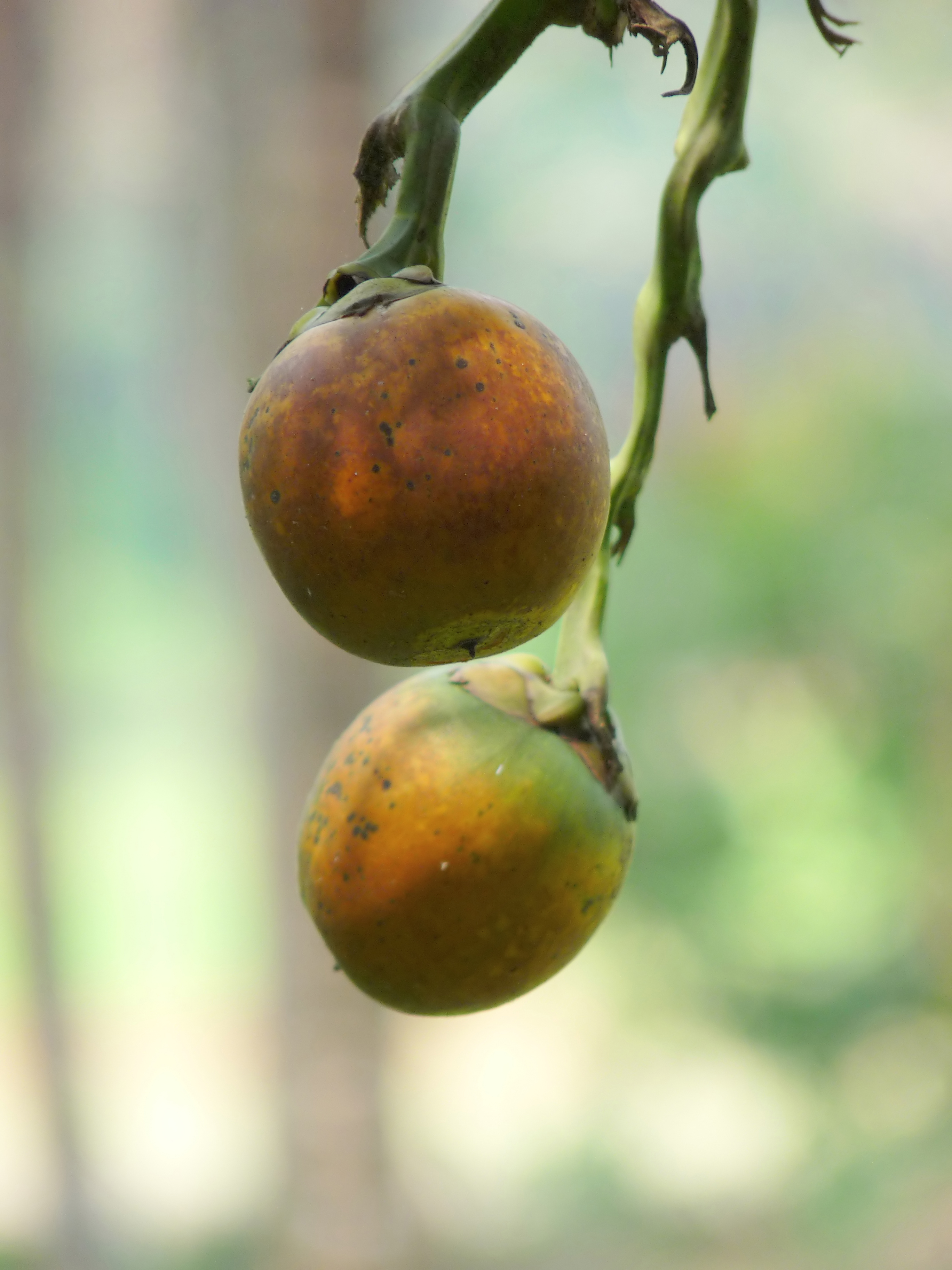
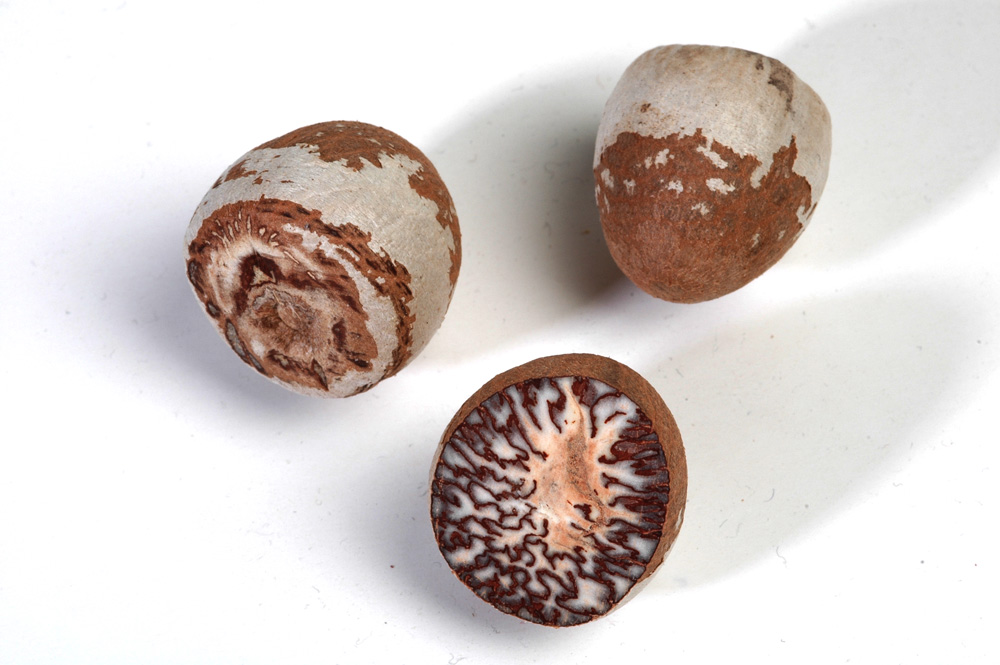
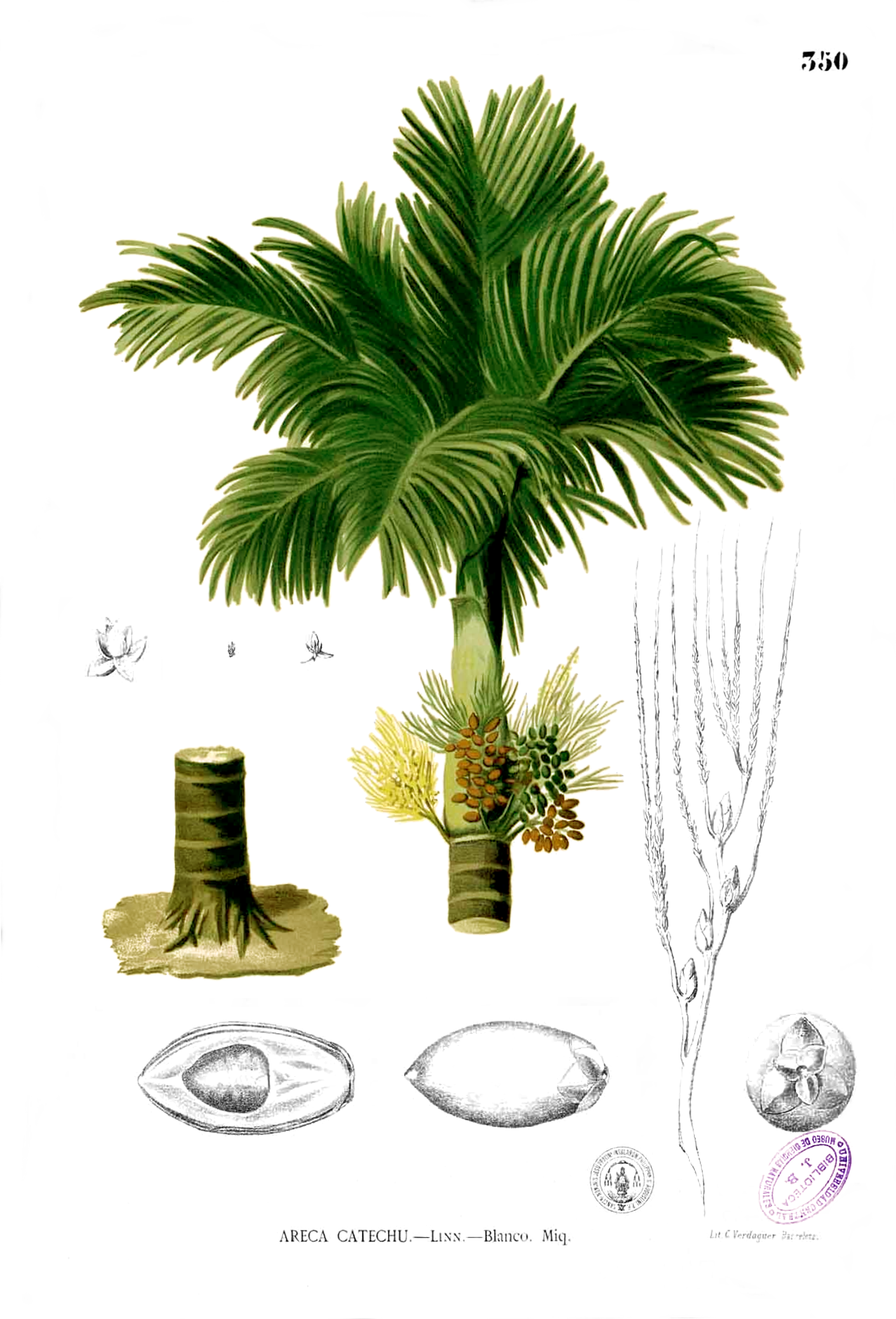
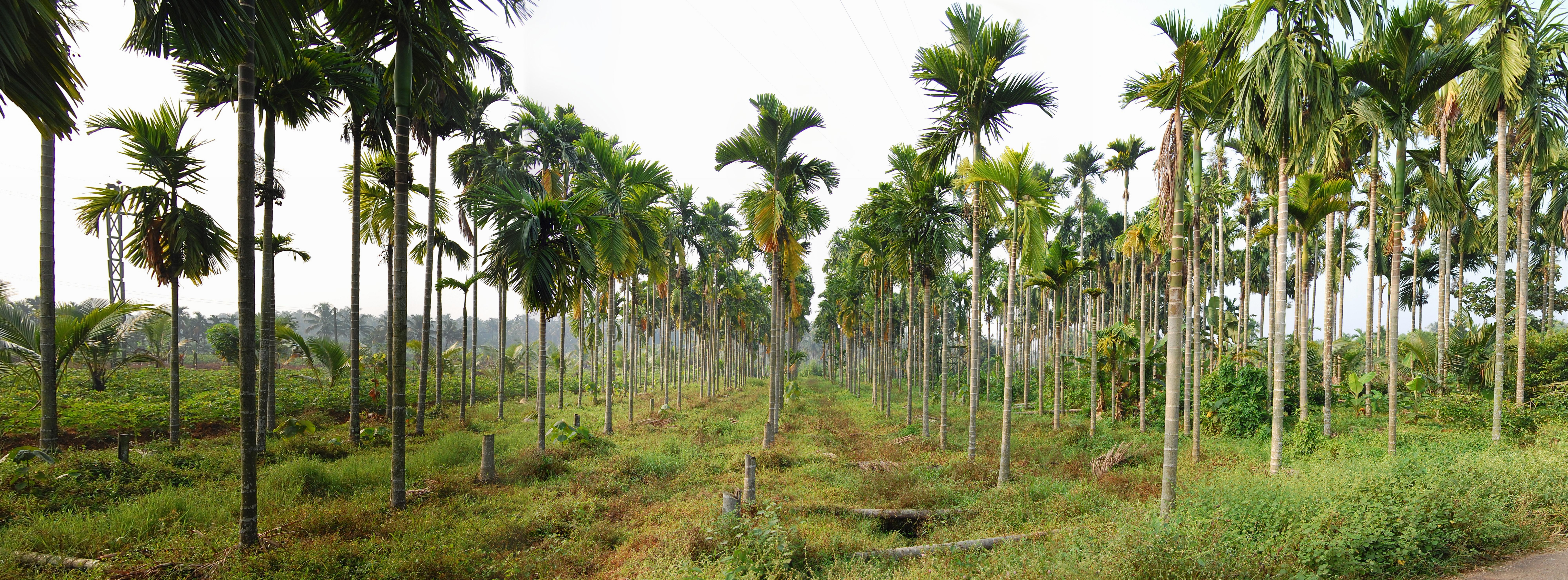
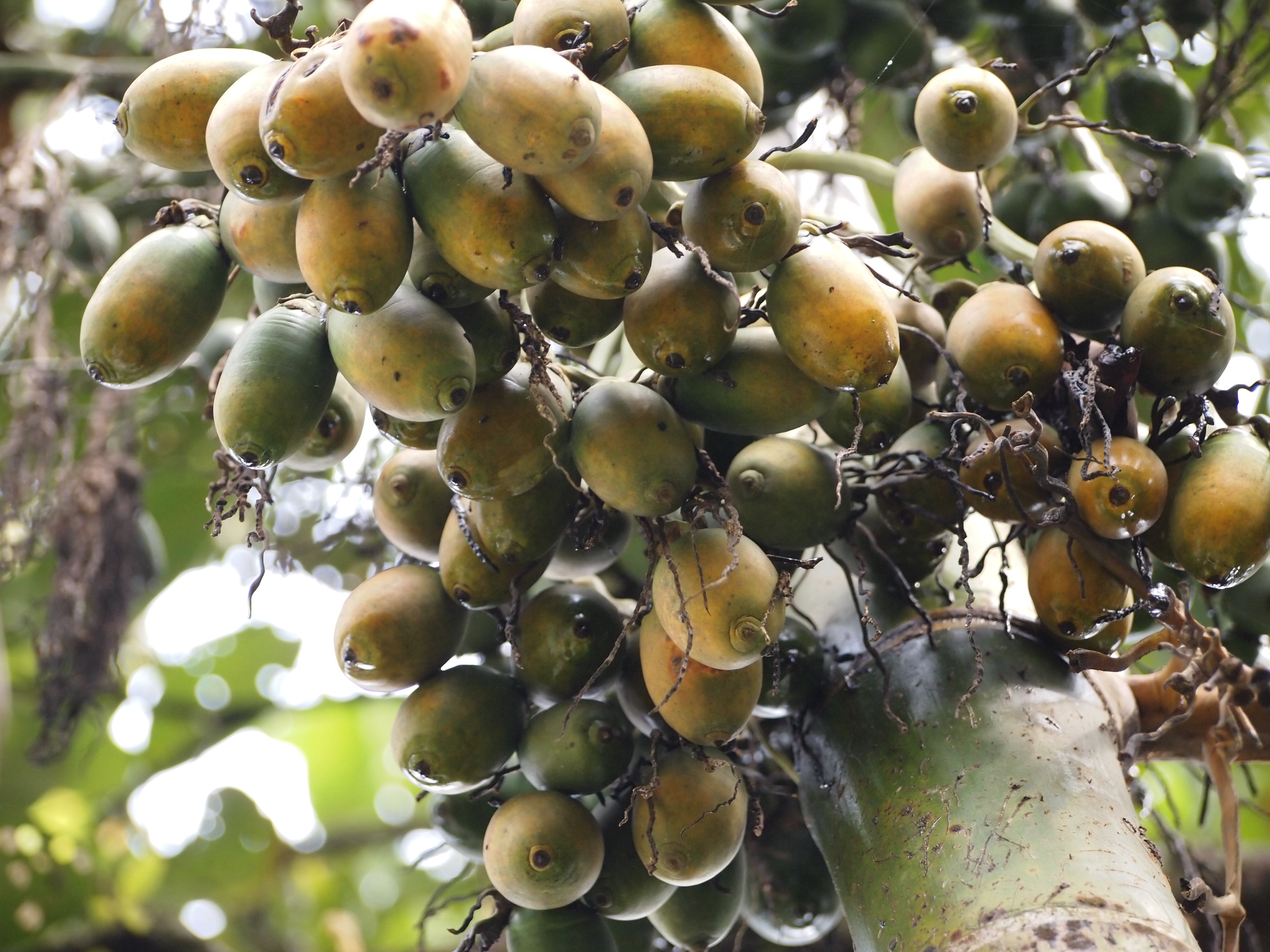